# Hans Heinrich Wägmann

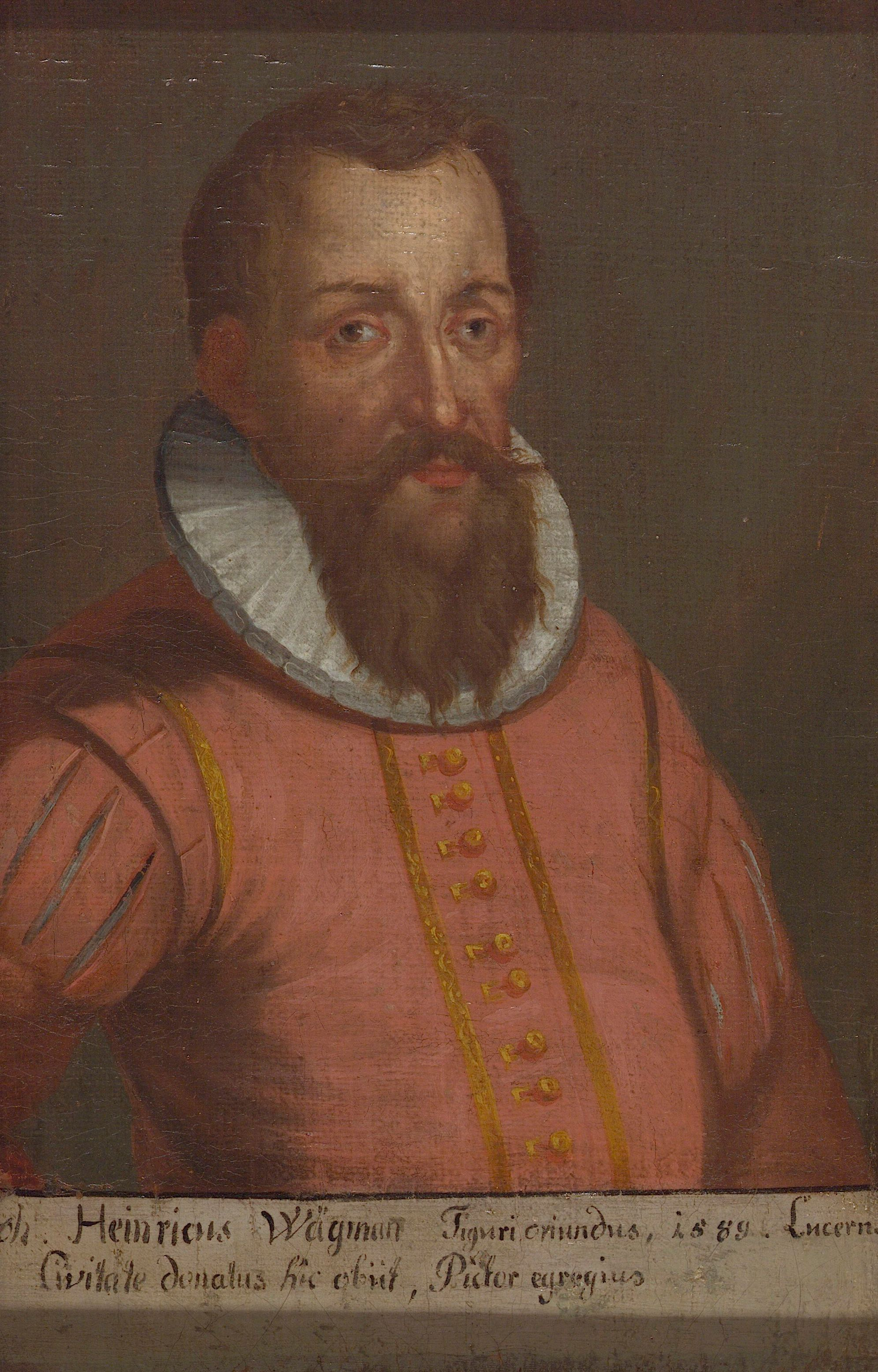
Portrait de Hans Heinrich Wägmann

Hans Heinrich Wägmann (né le 12 octobre 1557 à Zurich et mort vers 1628 à Lucerne) est un peintre, dessinateur et cartographe suisse de la Renaissance.

## Biographie
Hans Heinrich Wägmann, né à Zurich en 1557, est le fils du marchand Heinrich Wägmann et de Katharina Stampfer. On ne sait rien de l'éducation artistique de Wägmann. Jos Murer ou Jakob Clauser sont souvent mentionnés comme professeurs de Wägmann, sans certitude écrite. La première œuvre de Wägmann, un dessin à l'encre, est datée de 1578. Wägmann a rejoint le Meisenzunft à Zurich vers 1580. Peu de temps après, il commence une carrière de peintre et travaille à l'Oberdorftor de Zurich avec le peintre Heinrich Ban. S'ensuivent des séjours à Bâle et en Alsace.
En 1582, Wägmann épouse Margaretha Geilinger de Lucerne. Quatre fils naîtront du mariage. La famille s’installe à Lucerne et Wägmann se convertit au catholicisme. Par la suite, Wägmann créé un tableau pour le chœur de la chapelle mariale d’Eigenhal (perdu) puis, en 1589, réalise le Géant de Reiden dans la tour de la mairie de Lucerne. En récompense, Wägmann obtient droit de citoyenneté à Lucerne. En 1590, il est chargé de peindre trois autels pour l'église jésuite Saint-Michel de Lucerne. En 1597, l'artiste réalise un plan de la ville et des environs pour le conseil municipal de Lucerne avec Renward Cysat. En 1604, Wägmann est chargé de créer une carte de la règle de Zeil. À partir de 1602, il est inscrit au livre de Zoug de l'association d'artisanat de la confrérie Saint-Luc. À partir de 1606, il travaille avec ses fils dans son atelier sur les peintures sur panneau du pont de la Chapelle à Lucerne. En 1617, il peint les deux retables Annonciation à Marie et Marie avec Jésus et Jean pour l'église de Saint-Wendelin à Greppen, aujourd’hui exposés au Musée d'art de Lucerne (KKL).
On ne sait pas quand Wägmann décède, la ville de Lucerne ne possède pas d’actes de décès pour cette époque. Ses dernières œuvres datent de 1626. On sait que le 11 novembre 1628, un de ses fils transfère une partie de sa succession son frère.

## Œuvre
En plus des scènes religieuses et des allégories, les sujets de Wägmann comprennent des représentations de l'histoire suisse. Wägmann s'est fait un nom principalement en tant que peintre sur verre, mais surtout en tant que dessinateur et cartographe. Il a fait de Lucerne l'un des centres les plus importants du dessin en Suisse pendant un certain temps.

## Expositions (sélection)
- 1945 : Vieux vitraux en Suisse, musée des arts et métiers de la ville de Zurich
- 1981 : L'art zurichois après la Réforme, Hans Asper et son temps, Helmhaus Zurich
- 1986 : Peinture de la Renaissance à Lucerne 1560-1650, Château de Wyher, Ettiswil
- 2005 : De Graf à Mengs. Maîtres du dessins pendant quatre siècles, collection graphique de l'ETH, Zurich,
- 2006 : Trésor de Schwyz. Trésors artistiques et culturels du canton de Schwyz, Forum de l'histoire suisse, Schwyz
- 2009 : De Dürer à Gober. 101 dessins du Kupferstichkabinett, Kunstmuseum Basel
- 2009 : Dessins pour vitraux de la Renaissance et du maniérisme, Staatliche Kunsthalle Karlsruhe
- 2009 : Passages et reliques. Œuvres du 16e et 17e siècles de la collection du Musée d'art de Lucerne